# Nastradamus
Nastradamus é o quarto álbum de estúdio do rapper americano Nas, lançado nos Estados Unidos pela Columbia Records em 23 de Novembro de 1999. Foi originalmente programado para ser lançado como uma sequência composta de material das seções de gravação do seu terceiro álbum, I Am... (1999) em 26 de Outubro de 1999. Devido a pirataria do material, Nas gravou músicas separadas para Nastradamus para atender sua data de lançamento em Novembro.
O álbum estreou no número 7 da parada Billboard 200, com 232,000 cópias vendidas na semana de lançamento. Desde seu lançamento, Nastradamus recebeu no geral críticas mistas da maioria dos críticos musicais, e tem sido considerado o lançamento mais fraco de Nas. Apesar de sua recepção variada, o álbum conseguiu sucesso comercial considerável e lançou dois singles nas paradas. Em 22 de Dezembro de 1999, o álbum foi certificado como disco de platina em vendas pela Record Industry Association of America (RIAA) e desde então, vendeu mais de 1,238,000 cópias nos Estados Unidos.

## Faixas
| #  | Faixa                                         | Duração | Produtor(es)                   |
| -- | --------------------------------------------- | ------- | ------------------------------ |
| 1  | "The Prediction"(feat. Jessica Care Moore)    | 1:20    | Rich Nice                      |
| 2  | "Life We Chose"                               | 4:08    | L.E.S.                         |
| 3  | "Nastradamus"                                 | 4:11    | L.E.S.                         |
| 4  | "Some of Us Have Angels"                      | 4:14    | Dame Grease                    |
| 5  | "Project Windows"(feat. Ronald Isley)         | 4:55    | Nashiem Myrick & Carlos Broady |
| 6  | "Come Get Me"                                 | 5:31    | DJ Premier                     |
| 7  | "Shoot 'Em Up"                                | 2:53    | Havoc                          |
| 8  | "Last Words"(feat. Millennium Thug (Nashawn)) | 5:31    | L.E.S.                         |
| 9  | "Family"(feat. Mobb Deep)                     | 5:16    | Dame Grease                    |
| 10 | "God Love Us"                                 | 4:36    | Dame Grease                    |
| 11 | "Quiet Niggas"(feat. Bravehearts)             | 4:57    | Dame Grease                    |
| 12 | "Big Girl"                                    | 4:19    | L.E.S.                         |
| 13 | "New World"                                   | 4:00    | L.E.S.                         |
| 14 | "You Owe Me"(feat. Ginuwine)                  | 4:48    | Timbaland                      |
| 15 | "The Outcome"(feat. Jessica Care Moore)       | 1:54    | Rich Nice                      |

## Histórico nas paradas
Álbum
| Parada (1999)               | Posição de pico |
| --------------------------- | --------------- |
| U.S. Billboard 200          | #7              |
| U.S. Top R&B/Hip Hop Albums | #2              |

Singles
| Ano  | Canção        | Posições nas paradas | Posições nas paradas             | Posições nas paradas | Posições nas paradas |
| Ano  | Canção        | Billboard Hot 100    | Hot R&B/Hip-Hop Singles & Tracks | Hot Rap Singles      | UK Singles Chart     |
| 1999 | "Nastradamus" | #92                  | #27                              | #4                   | #24                  |
| 2000 | "You Owe Me"  | #59                  | #13                              | -                    | -                    |

## Opiniões da crítica
- Allmusic [7]
- [8]
- Entertainment Weekly (A-)[9]
- Los Angeles Times [10]
- PopMatters (mixed)[11]
- Rolling Stone [12]
- USA Today [13]
- Washington Post (favorable)[14]
- Yahoo! Music (mixed)[15]